# Brasil en la clasificación de la Conmebol para la Copa Mundial de Fútbol

## Estadísticas
• Actualizado hasta el partido Brasil - Paraguay (10 de junio de 2025).
| Año   | Resultado                                                  | Pos.                                                       | PJ                                                         | PG                                                         | PE                                                         | PP                                                         | GF                                                         | GC                                                         | Dif.                                                       | Goleador(es)                                               |
| ----- | ---------------------------------------------------------- | ---------------------------------------------------------- | ---------------------------------------------------------- | ---------------------------------------------------------- | ---------------------------------------------------------- | ---------------------------------------------------------- | ---------------------------------------------------------- | ---------------------------------------------------------- | ---------------------------------------------------------- | ---------------------------------------------------------- |
| 1930  | Invitado.                                                  | Invitado.                                                  | Invitado.                                                  | Invitado.                                                  | Invitado.                                                  | Invitado.                                                  | Invitado.                                                  | Invitado.                                                  | Invitado.                                                  | Invitado.                                                  |
| 1934  | Invitado tras las renuncias de otras selecciones.          | Invitado tras las renuncias de otras selecciones.          | Invitado tras las renuncias de otras selecciones.          | Invitado tras las renuncias de otras selecciones.          | Invitado tras las renuncias de otras selecciones.          | Invitado tras las renuncias de otras selecciones.          | Invitado tras las renuncias de otras selecciones.          | Invitado tras las renuncias de otras selecciones.          | Invitado tras las renuncias de otras selecciones.          | Invitado tras las renuncias de otras selecciones.          |
| 1938  | Invitado tras las renuncias de otras selecciones.          | Invitado tras las renuncias de otras selecciones.          | Invitado tras las renuncias de otras selecciones.          | Invitado tras las renuncias de otras selecciones.          | Invitado tras las renuncias de otras selecciones.          | Invitado tras las renuncias de otras selecciones.          | Invitado tras las renuncias de otras selecciones.          | Invitado tras las renuncias de otras selecciones.          | Invitado tras las renuncias de otras selecciones.          | Invitado tras las renuncias de otras selecciones.          |
| 1950  | Anfitrión.                                                 | Anfitrión.                                                 | Anfitrión.                                                 | Anfitrión.                                                 | Anfitrión.                                                 | Anfitrión.                                                 | Anfitrión.                                                 | Anfitrión.                                                 | Anfitrión.                                                 | Anfitrión.                                                 |
| 1954  | Clasificado                                                | 1.º                                                        | 4                                                          | 4                                                          | 0                                                          | 0                                                          | 8                                                          | 1                                                          | +7                                                         | Baltazar (5)                                               |
| 1958  | Clasificado                                                | 3.º                                                        | 2                                                          | 1                                                          | 1                                                          | 0                                                          | 2                                                          | 1                                                          | +1                                                         | Índio, Didí (1)                                            |
| 1962  | Clasificado por ser el campeón de la Copa Mundial de 1958. | Clasificado por ser el campeón de la Copa Mundial de 1958. | Clasificado por ser el campeón de la Copa Mundial de 1958. | Clasificado por ser el campeón de la Copa Mundial de 1958. | Clasificado por ser el campeón de la Copa Mundial de 1958. | Clasificado por ser el campeón de la Copa Mundial de 1958. | Clasificado por ser el campeón de la Copa Mundial de 1958. | Clasificado por ser el campeón de la Copa Mundial de 1958. | Clasificado por ser el campeón de la Copa Mundial de 1958. | Clasificado por ser el campeón de la Copa Mundial de 1958. |
| 1966  | Clasificado por ser el campeón de la Copa Mundial de 1962. | Clasificado por ser el campeón de la Copa Mundial de 1962. | Clasificado por ser el campeón de la Copa Mundial de 1962. | Clasificado por ser el campeón de la Copa Mundial de 1962. | Clasificado por ser el campeón de la Copa Mundial de 1962. | Clasificado por ser el campeón de la Copa Mundial de 1962. | Clasificado por ser el campeón de la Copa Mundial de 1962. | Clasificado por ser el campeón de la Copa Mundial de 1962. | Clasificado por ser el campeón de la Copa Mundial de 1962. | Clasificado por ser el campeón de la Copa Mundial de 1962. |
| 1970  | Clasificado                                                | 1.º                                                        | 6                                                          | 6                                                          | 0                                                          | 0                                                          | 23                                                         | 2                                                          | +21                                                        | Tostão (10)                                                |
| 1974  | Clasificado por ser el campeón de la Copa Mundial de 1970. | Clasificado por ser el campeón de la Copa Mundial de 1970. | Clasificado por ser el campeón de la Copa Mundial de 1970. | Clasificado por ser el campeón de la Copa Mundial de 1970. | Clasificado por ser el campeón de la Copa Mundial de 1970. | Clasificado por ser el campeón de la Copa Mundial de 1970. | Clasificado por ser el campeón de la Copa Mundial de 1970. | Clasificado por ser el campeón de la Copa Mundial de 1970. | Clasificado por ser el campeón de la Copa Mundial de 1970. | Clasificado por ser el campeón de la Copa Mundial de 1970. |
| 1978  | Clasificado                                                | 1.º                                                        | 6                                                          | 4                                                          | 2                                                          | 0                                                          | 17                                                         | 1                                                          | +16                                                        | Zico (5)                                                   |
| 1982  | Clasificado                                                | 1.º                                                        | 4                                                          | 4                                                          | 0                                                          | 0                                                          | 11                                                         | 2                                                          | +9                                                         | Zico (5)                                                   |
| 1986  | Clasificado                                                | 2.º                                                        | 4                                                          | 2                                                          | 2                                                          | 0                                                          | 6                                                          | 2                                                          | +4                                                         | Walter Casagrande (2)                                      |
| 1990  | Clasificado                                                | 1.º                                                        | 4                                                          | 3                                                          | 1                                                          | 0                                                          | 13                                                         | 1                                                          | +12                                                        | Careca (5)                                                 |
| 1994  | Clasificado                                                | 2.º                                                        | 8                                                          | 5                                                          | 2                                                          | 1                                                          | 20                                                         | 4                                                          | +16                                                        | Bebeto (5)                                                 |
| 1998  | Clasificado por ser el campeón de la Copa Mundial de 1994. | Clasificado por ser el campeón de la Copa Mundial de 1994. | Clasificado por ser el campeón de la Copa Mundial de 1994. | Clasificado por ser el campeón de la Copa Mundial de 1994. | Clasificado por ser el campeón de la Copa Mundial de 1994. | Clasificado por ser el campeón de la Copa Mundial de 1994. | Clasificado por ser el campeón de la Copa Mundial de 1994. | Clasificado por ser el campeón de la Copa Mundial de 1994. | Clasificado por ser el campeón de la Copa Mundial de 1994. | Clasificado por ser el campeón de la Copa Mundial de 1994. |
| 2002  | Clasificado                                                | 3.º                                                        | 18                                                         | 9                                                          | 3                                                          | 6                                                          | 33                                                         | 17                                                         | +16                                                        | Rivaldo, Romário (8)                                       |
| 2006  | Clasificado                                                | 1.º                                                        | 18                                                         | 9                                                          | 7                                                          | 2                                                          | 35                                                         | 17                                                         | +18                                                        | Ronaldo (10)                                               |
| 2010  | Clasificado                                                | 1.º                                                        | 18                                                         | 9                                                          | 7                                                          | 2                                                          | 33                                                         | 11                                                         | +22                                                        | Luís Fabiano (9)                                           |
| 2014  | Anfitrión                                                  | Anfitrión                                                  | Anfitrión                                                  | Anfitrión                                                  | Anfitrión                                                  | Anfitrión                                                  | Anfitrión                                                  | Anfitrión                                                  | Anfitrión                                                  | Anfitrión                                                  |
| 2018  | Clasificado                                                | 1.º                                                        | 18                                                         | 12                                                         | 5                                                          | 1                                                          | 41                                                         | 11                                                         | +30                                                        | Gabriel Jesus (7)                                          |
| 2022  | Clasificado                                                | 1.º                                                        | 17                                                         | 14                                                         | 3                                                          | 0                                                          | 40                                                         | 5                                                          | +35                                                        | Neymar (8)                                                 |
| 2026  | Clasificado                                                | 3.º                                                        | 16                                                         | 7                                                          | 4                                                          | 5                                                          | 21                                                         | 16                                                         | +5                                                         | Raphinha (5)                                               |
| Total | 23 - 0                                                     | 3.º                                                        | 143                                                        | 89                                                         | 37                                                         | 17                                                         | 303                                                        | 91                                                         | +212                                                       | Neymar (16)                                                |

### Resultados
| País      | PJ  | PG | PE | PP | GF  | GC | DG   | EFE   |
| --------- | --- | -- | -- | -- | --- | -- | ---- | ----- |
| Argentina | 11  | 4  | 3  | 4  | 16  | 15 | +1   | 50,0% |
| Bolivia   | 18  | 11 | 4  | 3  | 52  | 13 | +39  | 88,2% |
| Chile     | 15  | 11 | 2  | 2  | 31  | 10 | +21  | 94,6% |
| Colombia  | 16  | 8  | 7  | 1  | 24  | 8  | +16  | 88,8% |
| Ecuador   | 14  | 8  | 4  | 2  | 21  | 6  | +15  | 85,4% |
| Paraguay  | 20  | 13 | 4  | 3  | 35  | 12 | +23  | 85,4% |
| Perú      | 15  | 11 | 4  | 0  | 27  | 6  | +21  | 95,8% |
| Uruguay   | 14  | 6  | 6  | 2  | 27  | 15 | +12  | 77,7% |
| Venezuela | 20  | 17 | 3  | 0  | 68  | 7  | +61  | 98,5% |
| Total     | 143 | 89 | 37 | 17 | 301 | 92 | +209 | 72,8% |

## Eliminatorias delsigloXX

### Eliminatorias paraSuiza 1954
- Información según CeroaCero[2]

| Fecha                 | Lugar          |          |                     | Resultado |                     |          |
| --------------------- | -------------- | -------- | ------------------- | --------- | ------------------- | -------- |
| 28 de febrero de 1954 | Santiago       | Chile    | Bandera de Chile    | 0:2 (0:1) | Bandera de Brasil   | Brasil   |
| 7 de marzo de 1954    | Asunción       | Paraguay | Bandera de Paraguay | 0:1 (0:0) | Bandera de Brasil   | Brasil   |
| 14 de marzo de 1954   | Río de Janeiro | Brasil   | Bandera de Brasil   | 1:0 (1:0) | Bandera de Chile    | Chile    |
| 21 de marzo de 1954   | Río de Janeiro | Brasil   | Bandera de Brasil   | 4:1 (0:0) | Bandera de Paraguay | Paraguay |

### Eliminatorias paraSuecia 1958
- Información según CeroaCero[3]

| Fecha               | Lugar          |        |                   | Resultado |                   |        |
| ------------------- | -------------- | ------ | ----------------- | --------- | ----------------- | ------ |
| 13 de abril de 1957 | Lima           | Perú   | Bandera de Perú   | 1:1 (1:0) | Bandera de Brasil | Brasil |
| 21 de abril de 1957 | Río de Janeiro | Brasil | Bandera de Brasil | 1:0 (1:0) | Bandera de Perú   | Perú   |

### Eliminatorias paraMéxico 1970
- Información según CeroaCero[4]

| Fecha                | Lugar          |           |                      | Resultado |                      |           |
| -------------------- | -------------- | --------- | -------------------- | --------- | -------------------- | --------- |
| 6 de agosto de 1969  | Bogotá         | Colombia  | Bandera de Colombia  | 0:2 (0:2) | Bandera de Brasil    | Brasil    |
| 10 de agosto de 1969 | Caracas        | Venezuela | Bandera de Venezuela | 0:5 (0:0) | Bandera de Brasil    | Brasil    |
| 17 de agosto de 1969 | Asunción       | Paraguay  | Bandera de Paraguay  | 0:3 (0:0) | Bandera de Brasil    | Brasil    |
| 21 de agosto de 1969 | Río de Janeiro | Brasil    | Bandera de Brasil    | 6:2 (2:1) | Bandera de Colombia  | Colombia  |
| 24 de agosto de 1969 | Río de Janeiro | Brasil    | Bandera de Brasil    | 6:0 (5:0) | Bandera de Venezuela | Venezuela |
| 31 de agosto de 1969 | Río de Janeiro | Brasil    | Bandera de Brasil    | 1:0 (0:0) | Bandera de Paraguay  | Paraguay  |

### Eliminatorias paraArgentina 1978
- Información según CeroaCero[5]

| Fecha                 | Lugar          |          |                     | Resultado |                     |          |
| --------------------- | -------------- | -------- | ------------------- | --------- | ------------------- | -------- |
| 20 de febrero de 1977 | Bogotá         | Colombia | Bandera de Colombia | 0:0       | Bandera de Brasil   | Brasil   |
| 9 de marzo de 1977    | Río de Janeiro | Brasil   | Bandera de Brasil   | 6:0 (4:0) | Bandera de Colombia | Colombia |
| 13 de marzo de 1977   | Asunción       | Paraguay | Bandera de Paraguay | 0:1 (0:0) | Bandera de Brasil   | Brasil   |
| 20 de marzo de 1977   | Río de Janeiro | Brasil   | Bandera de Brasil   | 1:1 (1:0) | Bandera de Paraguay | Paraguay |

#### Ronda final
- Información según CeroaCero[6]

| Fecha               | Lugar |        |                   | Resultado |                    |         |
| ------------------- | ----- | ------ | ----------------- | --------- | ------------------ | ------- |
| 10 de julio de 1977 | Cali  | Brasil | Bandera de Brasil | 1:0 (0:0) | Bandera de Perú    | Perú    |
| 14 de julio de 1977 | Cali  | Brasil | Bandera de Brasil | 8:0 (4:0) | Bandera de Bolivia | Bolivia |

### Eliminatorias paraEspaña 1982
- Información según CeroaCero[7]

| Fecha                 | Lugar          |           |                      | Resultado |                      |           |
| --------------------- | -------------- | --------- | -------------------- | --------- | -------------------- | --------- |
| 8 de febrero de 1981  | Caracas        | Venezuela | Bandera de Venezuela | 0:1 (0:0) | Bandera de Brasil    | Brasil    |
| 22 de febrero de 1981 | La Paz         | Bolivia   | Bandera de Bolivia   | 1:2 (1:1) | Bandera de Brasil    | Brasil    |
| 22 de marzo de 1981   | Río de Janeiro | Brasil    | Bandera de Brasil    | 3:1 (1:0) | Bandera de Bolivia   | Bolivia   |
| 29 de marzo de 1981   | Goiânia        | Brasil    | Bandera de Brasil    | 5:0 (1:0) | Bandera de Venezuela | Venezuela |

### Eliminatorias paraMéxico 1986
- Información según CeroaCero[8]

| Fecha               | Lugar      |          |                     | Resultado |                     |          |
| ------------------- | ---------- | -------- | ------------------- | --------- | ------------------- | -------- |
| 2 de junio de 1985  | Santa Cruz | Bolivia  | Bandera de Bolivia  | 0:2 (0:0) | Bandera de Brasil   | Brasil   |
| 16 de junio de 1985 | Asunción   | Paraguay | Bandera de Paraguay | 0:2 (0:1) | Bandera de Brasil   | Brasil   |
| 23 de junio de 1985 | São Paulo  | Brasil   | Bandera de Brasil   | 1:1 (1:1) | Bandera de Paraguay | Paraguay |
| 30 de junio de 1985 | São Paulo  | Brasil   | Bandera de Brasil   | 1:1 (1:0) | Bandera de Bolivia  | Bolivia  |

### Eliminatorias paraItalia 1990
- Información según CeroaCero[9]

| Fecha                   | Lugar          |           |                      | Resultado |                      |           |
| ----------------------- | -------------- | --------- | -------------------- | --------- | -------------------- | --------- |
| 30 de julio de 1989     | Caracas        | Venezuela | Bandera de Venezuela | 0:4 (0:1) | Bandera de Brasil    | Brasil    |
| 13 de agosto de 1989    | Santiago       | Chile     | Bandera de Chile     | 1:1 (0:0) | Bandera de Brasil    | Brasil    |
| 20 de agosto de 1989    | São Paulo      | Brasil    | Bandera de Brasil    | 6:0 (4:0) | Bandera de Venezuela | Venezuela |
| 3 de septiembre de 1989 | Río de Janeiro | Brasil    | Bandera de Brasil    | 2:0       | Bandera de Chile     | Chile     |

### Eliminatorias paraEstados Unidos 1994
- Información según FIFA[11]

#### Primera ronda
| Fecha                | Lugar         |           |                      | Resultado |                   |        |
| -------------------- | ------------- | --------- | -------------------- | --------- | ----------------- | ------ |
| 18 de julio de 1993  | Guayaquil     | Ecuador   | Bandera de Ecuador   | 0:0       | Bandera de Brasil | Brasil |
| 25 de julio de 1993  | La Paz        | Bolivia   | Bandera de Bolivia   | 2:0 (0:0) | Bandera de Brasil | Brasil |
| 1 de agosto de 1993  | San Cristóbal | Venezuela | Bandera de Venezuela | 1:5 (0:1) | Bandera de Brasil | Brasil |
| 15 de agosto de 1993 | Montevideo    | Uruguay   | Bandera de Uruguay   | 1:1 (0:1) | Bandera de Brasil | Brasil |

#### Segunda ronda
| Fecha                    | Lugar          |        |                   | Resultado |                      |           |
| ------------------------ | -------------- | ------ | ----------------- | --------- | -------------------- | --------- |
| 22 de agosto de 1993     | São Paulo      | Brasil | Bandera de Brasil | 2:0 (1:0) | Bandera de Ecuador   | Ecuador   |
| 29 de agosto de 1993     | Recife         | Brasil | Bandera de Brasil | 6:0 (5:0) | Bandera de Bolivia   | Bolivia   |
| 5 de septiembre de 1993  | Belo Horizonte | Brasil | Bandera de Brasil | 4:0 (3:0) | Bandera de Venezuela | Venezuela |
| 19 de septiembre de 1993 | Río de Janeiro | Brasil | Bandera de Brasil | 2:0 (0:0) | Bandera de Uruguay   | Uruguay   |

## Eliminatorias delsigloXXI

### Eliminatorias paraCorea - Japón 2002
- Información según FIFA[12]

#### Primera ronda
| Fecha                   | Lugar          |           |                      | Resultado |                      |           |
| ----------------------- | -------------- | --------- | -------------------- | --------- | -------------------- | --------- |
| 28 de marzo de 2000     | Bogotá         | Colombia  | Bandera de Colombia  | 0:0       | Bandera de Brasil    | Brasil    |
| 26 de abril de 2000     | São Paulo      | Brasil    | Bandera de Brasil    | 3:2 (2:1) | Bandera de Ecuador   | Ecuador   |
| 4 de junio de 2000      | Lima           | Perú      | Bandera de Perú      | 0:1 (0:1) | Bandera de Brasil    | Brasil    |
| 28 de junio de 2000     | Río de Janeiro | Brasil    | Bandera de Brasil    | 1:1 (0:1) | Bandera de Uruguay   | Uruguay   |
| 18 de julio de 2000     | Asunción       | Paraguay  | Bandera de Paraguay  | 2:1 (1:0) | Bandera de Brasil    | Brasil    |
| 26 de julio de 2000     | São Paulo      | Brasil    | Bandera de Brasil    | 3:1 (2:1) | Bandera de Argentina | Argentina |
| 15 de agosto de 2000    | Santiago       | Chile     | Bandera de Chile     | 3:0 (2:0) | Bandera de Brasil    | Brasil    |
| 3 de septiembre de 2000 | Río de Janeiro | Brasil    | Bandera de Brasil    | 5:0 (1:0) | Bandera de Bolivia   | Bolivia   |
| 8 de octubre de 2000    | Maracaibo      | Venezuela | Bandera de Venezuela | 0:6 (0:5) | Bandera de Brasil    | Brasil    |

#### Segunda ronda
| Fecha                   | Lugar        |           |                      | Resultado |                      |           |
| ----------------------- | ------------ | --------- | -------------------- | --------- | -------------------- | --------- |
| 15 de noviembre de 2000 | São Paulo    | Brasil    | Bandera de Brasil    | 1:0 (0:0) | Bandera de Colombia  | Colombia  |
| 28 de marzo de 2001     | Quito        | Ecuador   | Bandera de Ecuador   | 1:0 (0:0) | Bandera de Brasil    | Brasil    |
| 25 de abril de 2001     | São Paulo    | Brasil    | Bandera de Brasil    | 1:1 (0:0) | Bandera de Perú      | Perú      |
| 1 de julio de 2001      | Montevideo   | Uruguay   | Bandera de Uruguay   | 1:0 (1:0) | Bandera de Brasil    | Brasil    |
| 15 de agosto de 2001    | Porto Alegre | Brasil    | Bandera de Brasil    | 2:0 (1:0) | Bandera de Paraguay  | Paraguay  |
| 5 de septiembre de 2001 | Buenos Aires | Argentina | Bandera de Argentina | 2:1 (0:1) | Bandera de Brasil    | Brasil    |
| 7 de octubre de 2001    | Curitiba     | Brasil    | Bandera de Brasil    | 2:0 (0:0) | Bandera de Chile     | Chile     |
| 7 de noviembre de 2001  | La Paz       | Bolivia   | Bandera de Bolivia   | 3:1 (1:1) | Bandera de Brasil    | Brasil    |
| 14 de noviembre de 2001 | São Luís     | Brasil    | Bandera de Brasil    | 3:0 (3:0) | Bandera de Venezuela | Venezuela |

### Eliminatorias paraAlemania 2006
- Información según FIFA[13]

#### Primera ronda
| Fecha                    | Lugar          |           |                      | Resultado |                      |           |
| ------------------------ | -------------- | --------- | -------------------- | --------- | -------------------- | --------- |
| 7 de septiembre de 2003  | Barranquilla   | Colombia  | Bandera de Colombia  | 1:2 (1:1) | Bandera de Brasil    | Brasil    |
| 10 de septiembre de 2003 | Manaus         | Brasil    | Bandera de Brasil    | 1:0 (1:0) | Bandera de Ecuador   | Ecuador   |
| 16 de noviembre de 2003  | Lima           | Perú      | Bandera de Perú      | 1:1 (0:1) | Bandera de Brasil    | Brasil    |
| 19 de noviembre de 2003  | Curitiba       | Brasil    | Bandera de Brasil    | 3:3 (2:0) | Bandera de Uruguay   | Uruguay   |
| 31 de marzo de 2004      | Asunción       | Paraguay  | Bandera de Paraguay  | 0:0       | Bandera de Brasil    | Brasil    |
| 2 de junio de 2004       | Belo Horizonte | Brasil    | Bandera de Brasil    | 3:1 (1:0) | Bandera de Argentina | Argentina |
| 6 de junio de 2004       | Santiago       | Chile     | Bandera de Chile     | 1:1 (0:1) | Bandera de Brasil    | Brasil    |
| 5 de septiembre de 2004  | São Paulo      | Brasil    | Bandera de Brasil    | 3:1 (3:0) | Bandera de Bolivia   | Bolivia   |
| 9 de octubre de 2004     | Maracaibo      | Venezuela | Bandera de Venezuela | 2:5 (0:2) | Bandera de Brasil    | Brasil    |

#### Segunda ronda
| Fecha                   | Lugar        |           |                      | Resultado |                      |           |
| ----------------------- | ------------ | --------- | -------------------- | --------- | -------------------- | --------- |
| 13 de octubre de 2004   | Maceió       | Brasil    | Bandera de Brasil    | 0:0       | Bandera de Colombia  | Colombia  |
| 17 de noviembre de 2004 | Quito        | Ecuador   | Bandera de Ecuador   | 1:0 (0:0) | Bandera de Brasil    | Brasil    |
| 27 de marzo de 2005     | Goiânia      | Brasil    | Bandera de Brasil    | 1:0 (0:0) | Bandera de Perú      | Perú      |
| 30 de marzo de 2005     | Montevideo   | Uruguay   | Bandera de Uruguay   | 1:1 (0:0) | Bandera de Brasil    | Brasil    |
| 5 de junio de 2005      | Porto Alegre | Brasil    | Bandera de Brasil    | 4:1 (2:0) | Bandera de Paraguay  | Paraguay  |
| 8 de junio de 2005      | Buenos Aires | Argentina | Bandera de Argentina | 3:1 (3:0) | Bandera de Brasil    | Brasil    |
| 4 de septiembre de 2005 | Brasilia     | Brasil    | Bandera de Brasil    | 5:0 (4:0) | Bandera de Chile     | Chile     |
| 9 de octubre de 2005    | La Paz       | Bolivia   | Bandera de Bolivia   | 1:1 (0:1) | Bandera de Brasil    | Brasil    |
| 12 de octubre de 2005   | Belém        | Brasil    | Bandera de Brasil    | 3:0 (1:0) | Bandera de Venezuela | Venezuela |

### Eliminatorias paraSudáfrica 2010
- Información según FIFA[14]

#### Primera ronda
| Fecha                    | Lugar          |           |                      | Resultado |                      |           |
| ------------------------ | -------------- | --------- | -------------------- | --------- | -------------------- | --------- |
| 14 de octubre de 2007    | Bogotá         | Colombia  | Bandera de Colombia  | 0:0       | Bandera de Brasil    | Brasil    |
| 17 de octubre de 2007    | Manaus         | Brasil    | Bandera de Brasil    | 5:0 (1:0) | Bandera de Ecuador   | Ecuador   |
| 18 de noviembre de 2007  | Lima           | Perú      | Bandera de Perú      | 1:1 (0:1) | Bandera de Brasil    | Brasil    |
| 21 de noviembre de 2007  | São Paulo      | Brasil    | Bandera de Brasil    | 2:1 (1:1) | Bandera de Uruguay   | Uruguay   |
| 15 de junio de 2008      | Asunción       | Paraguay  | Bandera de Paraguay  | 2:0 (1:0) | Bandera de Brasil    | Brasil    |
| 18 de junio de 2008      | Belo Horizonte | Brasil    | Bandera de Brasil    | 0:0       | Bandera de Argentina | Argentina |
| 7 de septiembre de 2008  | Santiago       | Chile     | Bandera de Chile     | 0:3 (0:2) | Bandera de Brasil    | Brasil    |
| 10 de septiembre de 2008 | Río de Janeiro | Brasil    | Bandera de Brasil    | 0:0       | Bandera de Bolivia   | Bolivia   |
| 12 de octubre de 2008    | San Cristóbal  | Venezuela | Bandera de Venezuela | 0:4 (0:3) | Bandera de Brasil    | Brasil    |

#### Segunda ronda
| Fecha                   | Lugar             |           |                      | Resultado |                      |           |
| ----------------------- | ----------------- | --------- | -------------------- | --------- | -------------------- | --------- |
| 15 de octubre de 2008   | Río de Janeiro    | Brasil    | Bandera de Brasil    | 0:0       | Bandera de Colombia  | Colombia  |
| 29 de marzo de 2009     | Quito             | Ecuador   | Bandera de Ecuador   | 1:1 (0:0) | Bandera de Brasil    | Brasil    |
| 1 de abril de 2009      | Porto Alegre      | Brasil    | Bandera de Brasil    | 3:0 (2:0) | Bandera de Perú      | Perú      |
| 6 de junio de 2009      | Montevideo        | Uruguay   | Bandera de Uruguay   | 0:4 (0:2) | Bandera de Brasil    | Brasil    |
| 10 de junio de 2009     | Recife            | Brasil    | Bandera de Brasil    | 2:1 (1:1) | Bandera de Paraguay  | Paraguay  |
| 5 de septiembre de 2009 | Rosario           | Argentina | Bandera de Argentina | 1:3 (0:2) | Bandera de Brasil    | Brasil    |
| 9 de septiembre de 2009 | Salvador de Bahía | Brasil    | Bandera de Brasil    | 4:2 (2:1) | Bandera de Chile     | Chile     |
| 11 de octubre de 2009   | La Paz            | Bolivia   | Bandera de Bolivia   | 2:1 (2:0) | Bandera de Brasil    | Brasil    |
| 14 de octubre de 2009   | Campo Grande      | Brasil    | Bandera de Brasil    | 0:0       | Bandera de Venezuela | Venezuela |

### Eliminatorias paraRusia 2018
- Información según CeroaCero[15]

#### Primera ronda
| Fecha                   | Lugar        |           |                      | Resultado |                      |           |
| ----------------------- | ------------ | --------- | -------------------- | --------- | -------------------- | --------- |
| 8 de octubre de 2015    | Santiago     | Chile     | Bandera de Chile     | 2:0 (0:0) | Bandera de Brasil    | Brasil    |
| 13 de octubre de 2015   | Fortaleza    | Brasil    | Bandera de Brasil    | 3:1 (2:0) | Bandera de Venezuela | Venezuela |
| 13 de noviembre de 2015 | Buenos Aires | Argentina | Bandera de Argentina | 1:1 (1:0) | Bandera de Brasil    | Brasil    |
| 17 de noviembre de 2015 | Salvador     | Brasil    | Bandera de Brasil    | 3:0 (1:0) | Bandera de Perú      | Perú      |
| 25 de marzo de 2016     | Recife       | Brasil    | Bandera de Brasil    | 2:2 (2:1) | Bandera de Uruguay   | Uruguay   |
| 29 de marzo de 2016     | Asunción     | Paraguay  | Bandera de Paraguay  | 2:2 (1:0) | Bandera de Brasil    | Brasil    |
| 1 de septiembre de 2016 | Quito        | Ecuador   | Bandera de Ecuador   | 0:3 (0:0) | Bandera de Brasil    | Brasil    |
| 6 de septiembre de 2016 | Manaus       | Brasil    | Bandera de Brasil    | 2:1 (1:1) | Bandera de Colombia  | Colombia  |
| 6 de octubre de 2016    | Natal        | Brasil    | Bandera de Brasil    | 5:0 (4:0) | Bandera de Bolivia   | Bolivia   |

#### Segunda ronda
| Fecha                   | Lugar          |           |                      | Resultado |                      |           |
| ----------------------- | -------------- | --------- | -------------------- | --------- | -------------------- | --------- |
| 11 de octubre de 2016   | Mérida         | Venezuela | Bandera de Venezuela | 0:2 (0:1) | Bandera de Brasil    | Brasil    |
| 10 de noviembre de 2016 | Belo Horizonte | Brasil    | Bandera de Brasil    | 3:0 (2:0) | Bandera de Argentina | Argentina |
| 15 de noviembre de 2016 | Lima           | Perú      | Bandera de Perú      | 0:2 (0:0) | Bandera de Brasil    | Brasil    |
| 23 de marzo de 2017     | Montevideo     | Uruguay   | Bandera de Uruguay   | 1:4 (1:1) | Bandera de Brasil    | Brasil    |
| 28 de marzo de 2017     | São Paulo      | Brasil    | Bandera de Brasil    | 3:0 (1:0) | Bandera de Paraguay  | Paraguay  |
| 31 de agosto de 2017    | Porto Alegre   | Brasil    | Bandera de Brasil    | 2:0 (0:0) | Bandera de Ecuador   | Ecuador   |
| 5 de septiembre de 2017 | Barranquilla   | Colombia  | Bandera de Colombia  | 1:1 (0:1) | Bandera de Brasil    | Brasil    |
| 5 de octubre de 2017    | La Paz         | Bolivia   | Bandera de Bolivia   | 0:0       | Bandera de Brasil    | Brasil    |
| 10 de octubre de 2017   | São Paulo      | Brasil    | Bandera de Brasil    | 3:0 (0:0) | Bandera de Chile     | Chile     |

### Eliminatorias paraCatar 2022
- Información según CeroaCero[17]

#### Primera ronda
| Fecha                   | Lugar        |          |                     | Resultado |                      |           |
| ----------------------- | ------------ | -------- | ------------------- | --------- | -------------------- | --------- |
| 9 de octubre de 2020    | São Paulo    | Brasil   | Bandera de Brasil   | 5:0 (2:0) | Bandera de Bolivia   | Bolivia   |
| 13 de octubre de 2020   | Lima         | Perú     | Bandera de Perú     | 2:4 (1:1) | Bandera de Brasil    | Brasil    |
| 13 de noviembre de 2020 | São Paulo    | Brasil   | Bandera de Brasil   | 1:0 (0:0) | Bandera de Venezuela | Venezuela |
| 17 de noviembre de 2020 | Montevideo   | Uruguay  | Bandera de Uruguay  | 0:2 (0:2) | Bandera de Brasil    | Brasil    |
| 10 de octubre de 2021   | Barranquilla | Colombia | Bandera de Colombia | 0:0       | Bandera de Brasil    | Brasil    |
| 5 de septiembre de 2021 | São Paulo    | Brasil   | Bandera de Brasil   | Cancelado | Bandera de Argentina | Argentina |
| 4 de junio de 2021      | Porto Alegre | Brasil   | Bandera de Brasil   | 2:0 (0:0) | Bandera de Ecuador   | Ecuador   |
| 8 de junio de 2021      | Asunción     | Paraguay | Bandera de Paraguay | 0:2 (0:1) | Bandera de Brasil    | Brasil    |
| 2 de septiembre de 2021 | Santiago     | Chile    | Bandera de Chile    | 0:1 (0:0) | Bandera de Brasil    | Brasil    |

#### Segunda ronda
| Fecha                   | Lugar          |           |                      | Resultado |                     |          |
| ----------------------- | -------------- | --------- | -------------------- | --------- | ------------------- | -------- |
| 9 de septiembre de 2021 | Recife         | Brasil    | Bandera de Brasil    | 2:0 (2:0) | Bandera de Perú     | Perú     |
| 7 de octubre de 2021    | Caracas        | Venezuela | Bandera de Venezuela | 1:3 (1:0) | Bandera de Brasil   | Brasil   |
| 14 de octubre de 2021   | Manaus         | Brasil    | Bandera de Brasil    | 4:1 (2:0) | Bandera de Uruguay  | Uruguay  |
| 11 de noviembre de 2021 | São Paulo      | Brasil    | Bandera de Brasil    | 1:0 (0:0) | Bandera de Colombia | Colombia |
| 16 de noviembre de 2021 | San Juan       | Argentina | Bandera de Argentina | 0:0       | Bandera de Brasil   | Brasil   |
| 27 de enero de 2022     | Quito          | Ecuador   | Bandera de Ecuador   | 1:1 (0:1) | Bandera de Brasil   | Brasil   |
| 1 de febrero de 2022    | Belo Horizonte | Brasil    | Bandera de Brasil    | 4:0 (1:0) | Bandera de Paraguay | Paraguay |
| 24 de marzo de 2022     | Río de Janeiro | Brasil    | Bandera de Brasil    | 4:0 (2:0) | Bandera de Chile    | Chile    |
| 29 de marzo de 2022     | La Paz         | Bolivia   | Bandera de Bolivia   | 0:4 (0:2) | Bandera de Brasil   | Brasil   |

### Eliminatorias paraCanadá, Estados Unidos y México 2026

#### Primera ronda
| Fecha                    | Lugar          |          |                     | Resultado |                      |           |
| ------------------------ | -------------- | -------- | ------------------- | --------- | -------------------- | --------- |
| 8 de septiembre de 2023  | Belém          | Brasil   | Bandera de Brasil   | 5:1 (1:0) | Bandera de Bolivia   | Bolivia   |
| 12 de septiembre de 2023 | Lima           | Perú     | Bandera de Perú     | 0:1 (0:0) | Bandera de Brasil    | Brasil    |
| 12 de octubre de 2023    | Cuiabá         | Brasil   | Bandera de Brasil   | 1:1 (0:0) | Bandera de Venezuela | Venezuela |
| 17 de octubre de 2023    | Montevideo     | Uruguay  | Bandera de Uruguay  | 2:0 (1:0) | Bandera de Brasil    | Brasil    |
| 16 de noviembre de 2023  | Barranquilla   | Colombia | Bandera de Colombia | 2:1 (0:1) | Bandera de Brasil    | Brasil    |
| 21 de noviembre de 2023  | Río de Janeiro | Brasil   | Bandera de Brasil   | 0:1 (0:0) | Bandera de Argentina | Argentina |
| 6 de septiembre de 2024  | Curitiba       | Brasil   | Bandera de Brasil   | 1:0 (1:0) | Bandera de Ecuador   | Ecuador   |
| 10 de septiembre de 2024 | Asunción       | Paraguay | Bandera de Paraguay | 1:0 (1:0) | Bandera de Brasil    | Brasil    |
| 10 de octubre de 2024    | Santiago       | Chile    | Bandera de Chile    | 1:2 (1:1) | Bandera de Brasil    | Argentina |

#### Segunda ronda
| Fecha                   | Lugar        |           |                      | Resultado |                     |          |
| ----------------------- | ------------ | --------- | -------------------- | --------- | ------------------- | -------- |
| 15 de octubre de 2024   | Brasilia     | Brasil    | Bandera de Brasil    | 4:0 (1:0) | Bandera de Perú     | Perú     |
| 14 de noviembre de 2024 | Maturín      | Venezuela | Bandera de Venezuela | 1:1 (0:1) | Bandera de Brasil   | Brasil   |
| 19 de noviembre de 2024 | Salvador     | Brasil    | Bandera de Brasil    | 1:1 (0:0) | Bandera de Uruguay  | Uruguay  |
| 20 de marzo de 2025     | Brasilia     | Brasil    | Bandera de Brasil    | 2:1 (1:1) | Bandera de Colombia | Colombia |
| 25 de marzo de 2025     | Buenos Aires | Argentina | Bandera de Argentina | 4:1 (3:1) | Bandera de Brasil   | Brasil   |
| 5 de junio de 2025      | Guayaquil    | Ecuador   | Bandera de Ecuador   | 0:0       | Bandera de Brasil   | Brasil   |
| 10 de junio de 2025     | São Paulo    | Brasil    | Bandera de Brasil    | 1:0 (1:0) | Bandera de Paraguay | Paraguay |
| 4 de septiembre de 2025 |              | Brasil    | Bandera de Brasil    | vs.       | Bandera de Chile    | Chile    |
| 9 de septiembre de 2025 | El Alto      | Bolivia   | Bandera de Bolivia   | vs.       | Bandera de Brasil   | Brasil   |